# اوراوا (مخزن)
اوراوا (به لاتین: Orava) یک مخزن سد در اسلواکی است که در منطقه ژیلینا واقع شده‌است.